# Henry Giroux
 (mars 2025).
Si vous disposez d'ouvrages ou d'articles de référence ou si vous connaissez des sites web de qualité traitant du thème abordé ici, merci de compléter l'article en donnant les références utiles à sa vérifiabilité et en les liant à la section « Notes et références ».
Henry Armand Giroux, né le 18 septembre 1943, est un intellectuel américano-canadien et un critique culturel. Figure majeure de la pédagogie critique aux États-Unis, il est reconnu pour ses travaux novateurs sur la pédagogie publique, les études culturelles, la jeunesse, l'enseignement supérieur, les médias et la théorie critique.
Henry Giroux a enseigné pendant six ans les sciences sociales dans un lycée de Barrington, Rhode Island. Il a ensuite occupé des postes à l'université de Boston, à l'université de Miami et à l'université d'État de Pennsylvanie. En 2004, il est devenu titulaire de la chaire Global TV Network en communication à l'université McMaster, à Hamilton, en Ontario.